# Schulhynka

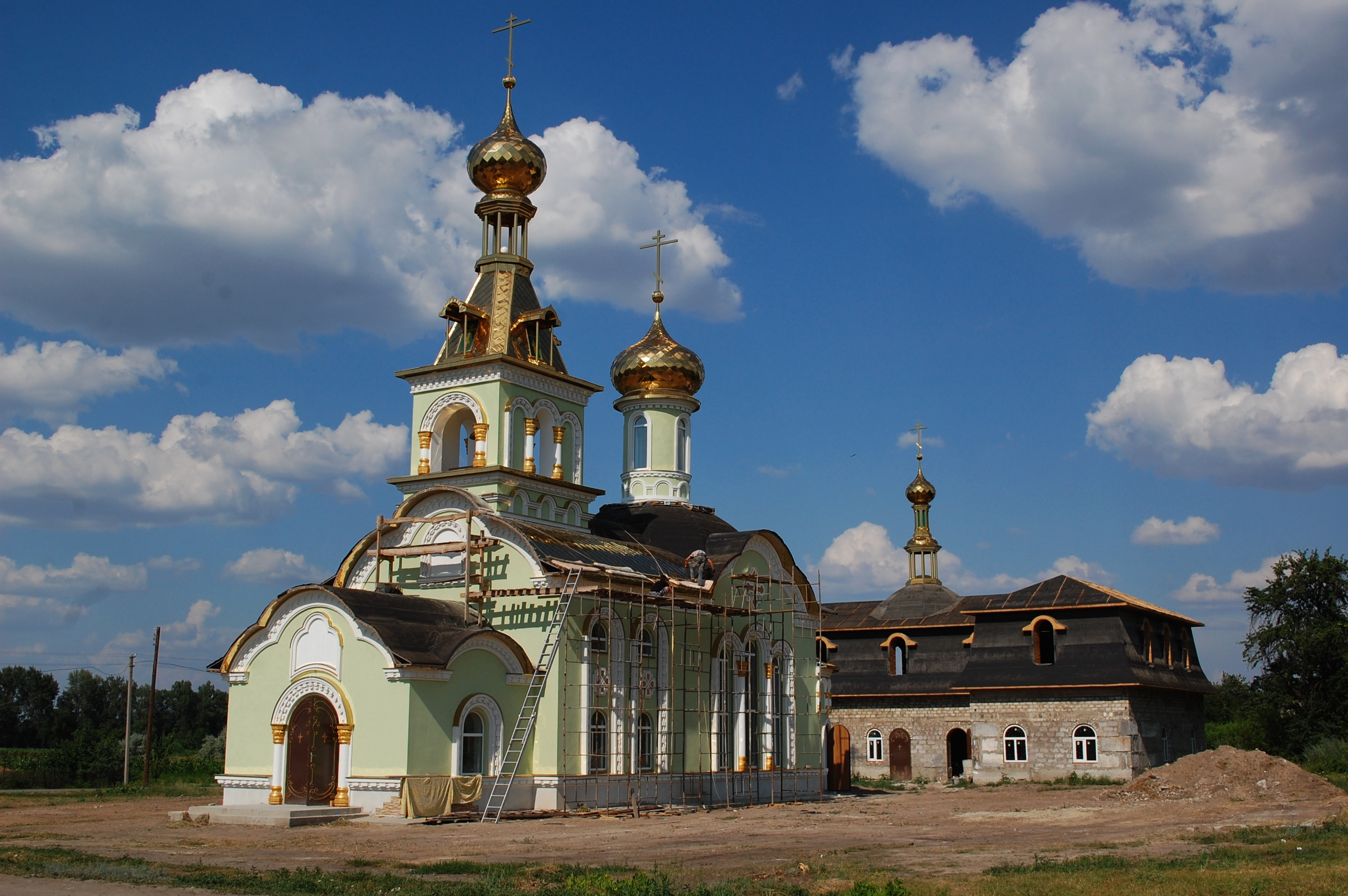
Die Kirche der Heiligen Dreifaltigkeit

Schulhynka (ukrainisch Шульгинка; russisch Шульгинка Schulginka) ist ein Dorf im Nordwesten der ukrainischen Oblast Luhansk mit etwa 2000 Einwohnern.
Das 1607 zum ersten Mal erwähnte Dorf liegt an der Mündung des Flüsschen Schulha (Шульга) in den Ajdar 15 km südlich vom Rajonzentrum Starobilsk und etwa 70 km nördlich vom Oblastzentrum Luhansk entfernt.
Durch das Dorf verläuft die Nationalstraße N–21.

## Verwaltungsgliederung
Am 4. Mai 2018 wurde das Dorf zum Zentrum der neugegründeten Landgemeinde Schulhynka (Шульгинська сільська громада/Schulhynska silska hromada). Zu dieser zählen auch die 11 in der untenstehenden Tabelle aufgelisteten Dörfer bis dahin bildete es zusammen mit dem Dorf Omelkowe die gleichnamige Landratsgemeinde Schulhynka (Шульгинська сільська рада/Schulhynska silska rada) im Westen des Rajons Starobilsk.
Folgende Orte sind neben dem Hauptort Schulhynka Teil der Gemeinde:
| Name                     | Name             | Name                                  |
| ukrainisch transkribiert | ukrainisch       | russisch                              |
| ------------------------ | ---------------- | ------------------------------------- |
| Bajdiwka                 | Байдівка         | Байдовка (Baidowka)                   |
| Chworostjaniwka          | Хворостянівка    | Хворостяновка (Chworostjanowka)       |
| Fedtschyne               | Федчине          | Федчино (Fedtschino)                  |
| Kamjanka                 | Кам'янка         | Каменка (Kamenka)                     |
| Losowiwka                | Лозовівка        | Лозововка (Losowowka)                 |
| Losuwatka                | Лозуватка        | Лозоватка (Losowatka)                 |
| Malochatka               | Малохатка        | Малохатка                             |
| Nowoastrachanske         | Новоастраханське | Новоастраханское (Nowoastrachanskoje) |
| Omelkowe                 | Омелькове        | Омельково (Omelkowo)                  |
| Orliwka                  | Орлівка          | Орловка (Orlowka)                     |
| Walujky                  | Валуйки          | Валуйки (Waluiki)                     |